# Tmesisternus phaleratus
Tmesisternus phaleratus là một loài bọ cánh cứng trong họ Cerambycidae.